# Body of Evidence (film)
Body of Evidence è un film del 1992 diretto da Uli Edel. In occasione dell'edizione DVD, la pellicola è stata reintitolata Body of Evidence - Il corpo del reato.
Il film è un thriller erotico sulla falsariga di Basic Instinct. Il romanzo Body of Evidence: il corpo del reato (Deadly Evidence), di Brad Mirman e Harrison Arnston, è stato scritto nello stesso anno basandosi sulla sceneggiatura del film scritta dallo stesso Biman.

## Trama
A Portland, in Oregon, Andrew Marsh, anziano e facoltoso uomo d'affari, viene trovato morto nella sua camera da letto per un attacco di cuore. La polizia non crede a un incidente, ma piuttosto a un omicidio e sospetta che la gallerista Rebecca Carlson gli abbia provocato l'attacco cardiaco durante un gioco sadomasochistico, usando la sua arma migliore: il suo stesso corpo straordinario. Per il pubblico ministero Robert Garrett non v'è alcun dubbio che Rebecca sia colpevole, anche perché lei diventa la principale erede di ben otto milioni di dollari.
Unica testimone dell'omicidio è Joanne Braslow, segretaria della vittima, un'ex cocainomane la cui devozione per il capo si tramuta ben presto in amore ossessivo. Frank Dulaney, ingenuo avvocato difensore di Rebecca, dovrà dimostrarne l'innocenza, ma verrà intrappolato nella rete dei suoi pericolosi giochi erotici, trascinato in una torrida relazione fatta di sadomasochismo, droga e sesso ai limiti della violenza, finché scoprirà la sconvolgente verità della sua amante fatale.

## Produzione
Il film è stato prodotto dalla Dino De Laurentiis Company e dalla Neue Constantin Film. Gli effetti speciali sono a cura della Spectrum Effects, mentre la musica è stata registrata dalla Arco Studios. Le scene sono state girate a Portland (Oregon) e a Olympia (Washington). Il budget per il film fu di circa $ 30 000 000.

## Distribuzione
La pellicola è stata distribuita in vari paesi con date e titoli differenti:
- USA 15 gennaio 1993 Body of Evidence
- Australia 21 gennaio 1993
- Brasile 22 gennaio 1993 Corpo em Evidência
- Italia 22 gennaio 1993 Body of Evidence
- Turchia 22 gennaio 1993 Kanit vücutlar
- Portogallo Febbraio 1993 (Fantasporto Film Festival) Corpo de Delito
- Portogallo 12 febbraio 1993 Madonna, Corpo de Delito
- Spagna 19 febbraio 1993 El cuerpo del delito
- Paesi Bassi 25 febbraio 1993
- Francia 3 marzo 1993 Body
- Svezia 5 marzo 1993 Älska till döds
- Giappone 20 marzo 1993
- Finlandia 2 aprile 1993
- Grecia 2 aprile 1993 Ενοχο Κορμί
- Germania 8 aprile 1993
- Danimarca 12 aprile 1993 Klædt af til mord
- Argentina 15 aprile 1993 El cuerpo del delito
- Regno Unito 16 aprile 1993
- Irlanda 16 aprile 1993
- Ungheria 21 maggio 1993 A tanú teste

## Accoglienza
Il film negli States ha guadagnato 13275426 $.